# Rise Up, Shepherd, and Follow
Rise up, shepherd(s), and follow è un canto natalizio afro-americano del genere spiritual, composto da un autore anonimo e pubblicato per la prima volta nel 1867 con il titolo di A Christmas Plantation Song in Slave Songs of the United States, una raccolta di canzoni cantate dagli schiavi delle piantagioni della Georgia e della Carolina del Sud durante la Guerra civile americana edita da William Francis Allen, Charles Pickard Ware e Lucy McKim Garrison.
Il brano, che fu pubblicato anche nel 1909 nella raccolta curata da Thomas P. Fenner  Religious Folk Songs of the Negro as sung on the Plantations ,  venne reso popolare dal soprano Dorothy Maynor.

## Testo
Il testo, che si compone, oltre al ritornello, di 2 strofe, di 4 versi ciascuna e di cui esistono delle varianti (tra cui quella che utilizza la forma singolare shepherd e quella che utilizza la forma plurale shepherds), invita – similmente al canto natalizio francese  Berger, secoue ton sommeil profond (tradotto in lingua inglese come Shepherd, Shake off Your Drowsy Sleep) – un pastore/dei pastori a lasciar perdere il proprio gregge e di seguire la stella di Betlemme:
There's a star in the East on Christmas morn, /There's a Savior to see on Christmas morn, 

Rise up, shepherd(s), and follow. 

It will lead to the place where the Christ was born/the Savior's born. 

Rise up, shepherd(s), and follow. 
Ritornello:

Follow, follow, rise up, shepherd(s), and follow. 

 Follow the Star of Bethlehem, 

Rise up, shepherd(s), and follow. 
If you take good heed to the angel's words, 

Rise up, shepherd(s), and follow. 

You'll forget your flocks, you'll forget your herds, 

Rise up, shepherd(s), and follow. 
Ritornello

## Versioni discografiche
Il brano è stato inciso, tra gli altri, da: Steven Anderson, Atlanta Singers, Ray Hamilton, The King's Sisters, Vanessa L. Williams, ecc.